# Sage Northcutt
Sage Monroe Northcutt, född 1 mars 1996 i Houston, är en amerikansk MMA-utövare som från 2015 till 26 november 2018 tävlade i organisationen Ultimate Fighting Championship och sedan den 30 november 2018 tävlar i ONE Championship. Han blev den tredje yngste utövaren någonsin i UFC då han debuterade den 3 oktober 2015 på UFC 192 och besegrade Francisco Trevino via TKO i den första ronden.

Den 26 februari 2019 meddelade mmafighting.com att Sages första match hos ONE championship skulle gå mot Cosmo Alexandre på ONEs gala "Enter the dragon" den 17 maj, 2019.

## Bakgrund
Sages pappa Mark, själv ett svartbälte i Shuri-ryū karate, började träna Sage i karate vid fyra års ålder. Vid sex års ålder gjorde Sage 1000 situps och armhävningar dagligen. Vid nio års ålder var han den yngsta personen någonsin som fått pryda omslaget till Sport Karate Magazine. Vid 15 års ålder valdes han 2012 in i Black Belt Magazines hall of fame. Han har tidigare arbetat både som modell och som skådespelare.
Sage har gått 15 kickboxningsmatcher och har ett tävingsfacit om 15 vinster, 0 förluster. Samtliga vinster via KO.

## MMA tävlingsfacit
| Resultat | Facit | Motståndare          | Metod                           | Evenemang                              | Datum            | Rond | Tid  | Plats                        | Notering                                                                        |
| -------- | ----- | -------------------- | ------------------------------- | -------------------------------------- | ---------------- | ---- | ---- | ---------------------------- | ------------------------------------------------------------------------------- |
| Förlust  | 11–3  | Cosmo Alexandre      | KO (slag)                       | ONE Championship: Enter the Dragon     | 17 Maj 2019      | 1    | 0:29 | Kallang, Singapore           |                                                                                 |
| Vinst    | 11–2  | Zak Ottow            | KO (slag)                       | UFC Fight Night: dos Santos vs. Ivanov | 14 Juli 2018     | 2    | 3:13 | Boise, Idaho, USA            | Weltervikt.                                                                     |
| Vinst    | 10–2  | Thibault Gouti       | Domslut (enhälligt)             | UFC Fight Night: Cowboy vs. Medeiros   | 18 Februari 2018 | 3    | 5:00 | Austin, Texas, USA           |                                                                                 |
| Vinst    | 9–2   | Michel Quiñones      | Domslut (enhälligt)             | UFC Fight Night: Poirier vs. Pettis    | 11 November 2017 | 3    | 5:00 | Norfolk, Virginia, USA       | Lättvikt.                                                                       |
| Förlust  | 8–2   | Mickey Gall          | Submission (rear-naked choke)   | UFC on Fox: VanZant vs. Waterson       | 17 December 2016 | 2    | 1:40 | Sacramento, California, USA  |                                                                                 |
| Vinst    | 8–1   | Enrique Marín        | Domslut (enhälligt)             | UFC 200                                | 9 Juli 2016      | 3    | 5:00 | Las Vegas, Nevada, USA       | Lättvikt.                                                                       |
| Förlust  | 7–1   | Bryan Barberena      | Submission (arm-triangle choke) | UFC on Fox: Johnson vs. Bader          | 30 Januari 2016  | 2    | 3:06 | Newark, New Jersey, USA      | Weltervikt.                                                                     |
| Vinst    | 7–0   | Cody Pfister         | Submission (guillotine choke)   | UFC Fight Night: Namajunas vs. VanZant | 10 December 2015 | 2    | 0:41 | Las Vegas, Nevada, USA       |                                                                                 |
| Vinst    | 6–0   | Francisco Trevino    | TKO (armbågar och slag)         | UFC 192                                | 3 Oktober 2015   | 1    | 0:57 | Houston, Texas, USA          | Lättviktsdebut. Catchweight (160 lb/72,5 kg); Trevino klarade inte invägningen. |
| Vinst    | 5–0   | Rocky Long           | Submission (neck crank)         | Legacy FC 44                           | 28 augusti 2015  | 2    | 3:30 | Houston, Texas, USA          |                                                                                 |
| Vinst    | 4–0   | Gage Duhon           | Submission (rear-naked choke)   | Legacy FC 42                           | 22 November 2014 | 1    | 4:26 | Lake Charles, Louisiana, USA | "Upptäckt" på TV-programmet: Dana White's Lookin' For a Fight.                  |
| Vinst    | 3–0   | James Christopherson | TKO (slag)                      | Fury Fighting 6                        | 22 Maj 2014      | 1    | 4:35 | Humble, Texas, USA           |                                                                                 |
| Vinst    | 2–0   | Jacob Capelli        | TKO (slag)                      | Legacy FC: Challenger Series 1         | 25 April 2014    | 1    | 0:55 | Houston, Texas, USA          |                                                                                 |
| Vinst    | 1–0   | Tim Lashley          | TKO (wheel kick och slag)       | Legacy FC 37                           | 20 April 2014    | 1    | 0:27 | Houston, Texas, USA          |                                                                                 |